# 5904 Вюрттемберг
5904 Вюрттемберг (5904 Württemberg) — астероїд головного поясу, відкритий 10 січня 1989 року.
Тіссеранів параметр щодо Юпітера — 3,297.